# BSK Olimpija Beograd
Beogradski sportski klub Olimpija Beograd bio je srbijanski nogometni klub iz Beograda. 
Osnovan je 1919. ili 1920. Osnivači su bili srednjoškolski učenici. Klupska boja 1932. bila je „otvoreno plava”, a klupska adresa kavana Tri seljaka.